# Insurrection de 1972-1975 au Bangladesh
L'insurrection de 1972-1975 au Bangladesh fait référence à la période qui a suivi l'indépendance du Bangladesh, lorsque des insurgés de gauche, en particulier les Gonobahini, ont combattu le gouvernement de Sheikh Mujibur Rahman.
Le gouvernement a répondu en formant le Jatiya Rakkhi Bahini, qui a commencé à réprimer la population. Cette force a été impliquée dans de nombreuses accusations de violation des droits de l'homme, notamment des assassinats politiques, des fusillades par des escadrons de la mort et des viols.

## Contexte
En 1972, le Jatiyo Samajtantrik Dal est né d'une scission de la Bangladesh Chhatra League, l'aile étudiante de la Ligue Awami, sous la direction de Serajul Alam Khan, Mohammad Abdul Jalil, A. S. M. Abdur Rab et Shajahan Siraj. Son bras armé, Gonobahini, dirigé par le colonel Abu Taher et Hasanul Haq Inu, entame une campagne armée contre le gouvernement de Sheikh Mujibur Rahman afin d'établir un socialisme scientifique et un État marxiste,,,.

## Assassinats politiques
Anthony Mascarenhas affirme qu'à la fin de 1973, le nombre de meurtres à motivation politique au Bangladesh après l'indépendance s'élevait à plus de 2 000. Parmi les victimes figuraient des membres du parlement et nombre de ces meurtres étaient le résultat de conflits internes au sein de la Ligue Awami. Les Gonobahini ont également tué de nombreux membres de la Bangladesh Chhatra League et de la Ligue Awami.
D'autre part, des maoïstes tels que Siraj Sikder (en) du parti Purba Banglar Sarbahara et Abdul Haq ont commencé à attaquer le gouvernement et les personnes qu'ils considéraient comme des « ennemis de classe »,.
Le gouvernement a répondu en formant le Jatiya Rakkhi Bahini. Anthony Mascarenhas a affirmé qu'en l'espace de trois ans, le nombre de morts, principalement des membres du Jatiya Samajtantrik Dal, a atteint 30 000, tous tués par le Jatiya Rakkhi Bahini.

## Fin de l'insurrection
Après avoir été le dirigeant de facto de la nation, Ziaur Rahman se rend compte que le désordre déclenché par la mutinerie des soldats doit être réprimé fermement si l'on veut rétablir la discipline dans l'armée. Ziaur Rahman déclare la loi martiale, réprime le Jatiyo Samajtantrik Dal, Abu Taher est condamné à mort et d'autres personnalités du parti se voient infliger diverses peines d'emprisonnement.

## Héritage
Human Rights Watch affirme que la violence institutionnalisée commise par le Jatiya Rakkhi Bahini au cours de l'insurrection a établi la culture de l'impunité et la prévalence généralisée des abus commis par les forces de sécurité dans le Bangladesh indépendant.